# Turacoena manadensis
Turacoena manadensis là một loài chim trong họ Columbidae.